# Aggregát
Az aggregát két vagy több, egymással egybeépített erő- vagy munkagép. Rendszerint mint szigetüzemű, helyi energiaigények kielégítését szolgáló motoros áramfejlesztő gépcsoport, a villamosáram-fejlesztés egyik munkagépe, mikor is egy erőgéppel meghajtott generátor képez egy egységet. A mechanikai munkát végző gép lehet belsőégésű vagy villamos motorral hajtott.
A szó latin eredetű, az aggregare (összegyűjtés) szóból származik.
- Hűtőaggregátor: áll többek között kompresszorból, hőcserélőből, szivattyúból, motorból és ventilátorból.
- Vészhelyzeti aggregátor
- Motoraggregátor
- Hajtóaggregátor: hibridhajtású autókban alkalmazzák, főbb alkotóelemei: Otto-motor, villanymotor, futómű.
- Turbógenerátor: gázturbina és generátor a villamosáram-fejlesztéshez (erőművi kiépítés).

## Fordítás
- Ez a szócikk részben vagy egészben  az   Aggregat (Technik) című német Wikipédia-szócikk ezen változatának fordításán alapul.  Az eredeti cikk szerkesztőit annak laptörténete sorolja fel. Ez a jelzés csupán a megfogalmazás eredetét és a szerzői jogokat jelzi, nem szolgál a cikkben szereplő információk forrásmegjelöléseként.